# Gewerberecht (Deutschland)
Gewerberecht ist ein Rechtsgebiet des besonderen Verwaltungsrechts, das vor allem der Gefahrenabwehr dient. Das Gewerberecht ist Teil des Wirtschaftsverwaltungsrechts.
Das Gewerberecht gewährleistet und begrenzt die Gewerbefreiheit, eines der ältesten bürgerlichen Rechte im modernen Staat. Die Ausübung der meisten Gewerbe ist erlaubnisfrei, in manchen Branchen ist aber eine spezielle Erlaubnis notwendig. Das Gewerberecht im engeren Sinne stellt besondere Anforderungen an den Gewerbetreibenden. In der Regel ist dieser verpflichtet, Mitglied in einer Kammer wie der Industrie- und Handelskammer oder der Handwerkskammer zu werden. Häufig werden auch besondere Anforderungen an die Zuverlässigkeit der Gewerbetreibenden gestellt, etwa im Bewachungsgewerbe (§ 34a GewO).
Es gibt drei Gewerbearten: das stehende Gewerbe, das Reisegewerbe und das Marktgewerbe, die jedoch gesetzlich nicht definiert sind.
Verfassungsrechtlich ist das Gewerberecht in Deutschland auf die Berufsfreiheit, das Eigentumsrecht und die allgemeine Handlungsfreiheit (Art. 12, 14, 2 Abs. 1 des Grundgesetzes) gestützt.
Wichtigste Normierungen des Gewerberechts im engeren Sinne in Deutschland sind bzw. waren:
- die Gewerbeordnung
- die Handwerksordnung
- das Gaststättengesetz
- das Ladenschlussgesetz
- das Personenbeförderungsgesetz,

aber auch zahlreiche arbeitsrechtliche Gesetze mit ordnungsrechtlichem Charakter (wie z. B. Arbeitsschutzgesetz).
Die von gewerblichen Anlagen ausgehenden Gefahren (Gewerberecht im weiteren Sinne) werden heute mehrheitlich vom Umweltrecht aufgefangen. Wichtigste Normierung ist dabei das Bundes-Immissionsschutzgesetz.
Die jährliche Bundesfachtagung Gewerberecht findet jedes Mal in einem anderen Bundesland statt.